# Office Rei
Office Rei (オフィスレイ?) è un manga scritto da Sanae Miyau e disegnato da Hideki Nonomura, pubblicato dal 1996 dalla Kōdansha e raccolto in dodici volumi in Giappone. In Italia il manga è stato pubblicato dalla Star Comics sulla rivista Kappa Magazine.

## Trama
La vita del giovane Yuta Miyagi viene sconvolta dapprima dall'improvvisa morte della madre in un incidente aereo, in cui viaggiava con il suo nuovo compagno, ed in seguito dall'arrivo in casa delle sue tre sorellastre. Infatti le tre ragazze Mirei, Rika ed Emiru, decidono di installarsi in casa di Yuta e coinvolgerlo nella loro attività di caffetteria, che in realtà è più che altro una copertura per la loro vera attività di indagatrici del sovrannaturale.
Man mano che la storia va avanti, Yuta, inizialmente scettico, si troverà ad avere a che fare con fantasmi e creature demoniache, oltre che con persone dotate di poteri soprannaturali. In particolar modo Yuta scoprirà che il proprio passato e quello della sua defunta madre sono indissolubilmente legati alla misteriosa organizzazione chiamata FAN, che sembra essere ancora sulle sue tracce. La stessa Mirei sembra essere a conoscenza di molte più cose di quanto ella stessa voglia far credere.